# ФК Морава Сирча
ФК Морава је фудбалски клуб из Сирче, Србија, и тренутно се такмичи у фудбалу Прва градска лига Краљево, шестом такмичарском нивоу српског фудбала. ФК Морава Сирча је основан 1928 године. |

## Комшински дерби
ФК Морава Сирча има свог "вечитиог ривала", а то је ФК Младост Опланићи. Ривалство даптира још крајем 20-их година 20. века, када је у селу Сирча основан фудбалски клуб. А комшијски дерби одиграва се још и са ФК Шумадија Шумарице.
| Сезона   | Ранг | Лига                      | Позиција | ИГ | Д  | Н | П  | ГД | ГП | ГР  | Бод | Куп                  |
| -------- | ---- | ------------------------- | -------- | -- | -- | - | -- | -- | -- | --- | --- | -------------------- |
| 2008/09. | 5    | Рашки округ               | 14.      | 34 | 12 | 7 | 15 | 43 | 53 | -10 | 43  | Није се квалификовао |
| 2009/10. | 5    | Рашки округ               | 14.      | 34 | 11 | 8 | 15 | 38 | 64 | -26 | 41  | Није се квалификовао |
| 2010/11. | 5    | Рашки округ               | 12.      | 30 | 9  | 7 | 14 | 37 | 54 | -17 | 34  | Није се квалификовао |
| 2011/12. | 5    | Рашки округ               | 15.      | 28 | 6  | 7 | 15 | 30 | 61 | -31 | 25  | Није се квалификовао |
| 2012/13. | 6    | Прва градска лига Краљево | 15.      | 28 | 8  | 7 | 15 | 37 | 50 | -13 | 25  | Није се квалификовао |
| 2013/14. | 6    | Прва градска лига Краљево | 12.      | 30 | 11 | 2 | 17 | 41 | 70 | -29 | 28  | Није се квалификовао |
| 2014/15. | 6    | Прва градска лига Краљево | -        | -  | -  | - | -  | -  | -  | -   | -   | Није се квалификовао |